# Juan Juncal
Juan Manuel Juncal Rodríguez (Ferrol, 2 de junio de 1958) es un político español, diputado por La Coruña en el Congreso durante las XI y XII legislaturas.

## Biografía
Economista y auditor de cuentas, inició su trayectoria política como diputado del Parlamento de Galicia entre 1997 y 2003. En las elecciones municipales de 2003 fue elegido alcalde de Ferrol. Entre 2008 y 2015 fue senador y en diciembre de ese último año fue elegido diputado por La Coruña al Congreso, siendo reelegido en 2016.